# Constantin Héger
Pour les articles homonymes, voir Heger.
Constantin Héger, de son nom complet Romain Constantin Georges Héger, (Bruxelles, le 10 juillet 1809 - Bruxelles, le 6 mai 1896) était un enseignant belge, professeur puis préfet de l'Athénée royal de Bruxelles en même temps qu'il professait dans l'école privée de sa seconde épouse. Il fut aussi membre de la Société de Saint-Vincent-de-Paul.
Il doit sa notoriété internationale à Emily Brontë et surtout à sa sœur Charlotte, qui furent ses élèves au cours des années 1840. Cette dernière qui l'aimait en secret fera de cet amour le fil conducteur de ses deux derniers romans : The Professor et Villette.

## Biographie

### Premières années
Né à Bruxelles, alors chef-lieu du département de la Dyle, le 10 juillet 1809dans une famille de joailliers, Constantin Héger est le fils de Joseph Antoine Heger et de Marie Thérèse Maré.
Le jeune Constantin déménage à Paris en 1825 à la recherche d'un emploi. Il travaille pour un temps comme secrétaire chez un avoué mais le manque d'argent ne lui permet point d'entreprendre lui-même une carrière juridique. En 1829, il retourne à Bruxelles, où il devient professeur de français et de littérature en classe préparatoire (7e année) à l'Athénée royal.  
Lorsque la révolution belge éclate à Bruxelles en 1830, Constantin combat sur les barricades du 23 au 27 septembre au côté des révolutionnaires. Le 6 septembre 1831, il épouse sa première femme, Marie Josèphe Noyer, dont il fit la connaissance en 1830. Leur vie commune est de courte durée, Marie Josèphe meurt le 26 septembre 1833.
Continuant à enseigner à l'Athénée royal, Héger donne également des cours à l'école communale gratuite pour enfants pauvres de la rue Terarken,. C'est à cette occasion qu'il fait la connaissance de Claire Zoë Parent, directrice du pensionnat pour jeunes filles tout proche situé rue d'Isabelle.
Ils se marient à Bruxelles le 3 septembre 1836 et six enfants naissent du couple dont Paul Marie François Xavier, Élise Marie Louise et Julie Marie Victorine (la mère de Marie Picard).

### La rencontre avec les sœurs Brontë
Lorsqu'en février 1842, Emily et Charlotte Brontë s'en viennent à Bruxelles pour s'inscrire au pensionnat tenu par le couple Héger-Parent, leur but est de parfaire leur connaissance des langues. Au bout de six mois d'études, elles restent au pensionnat en tant que professeurs. En retour pour le vivre, le couvert et l'enseignement qui leur est toujours dispensé, Charlotte enseigne l'anglais et Emily la musique. 
C'est durant cette période que Constantin va changer son nom de famille de « Heger » en « Héger »,.
Leur séjour au pensionnat de M. et Mme Héger s'arrête net lorsque leur tante maternelle, Elizabeth Branwell, qui s'est occupée de toute la maisonnée des Brontë depuis la mort de leur mère, en 1821, vient à mourir en octobre 1842 d'une occlusion intestinale. Charlotte retourne seule à Bruxelles en janvier 1843 pour enseigner l'anglais. Son second séjour n'est pas heureux : elle est seule, a la nostalgie de sa famille et de son pays, et tombe profondément amoureuse de Constantin Héger. Elle revient finalement au presbytère de Haworth en janvier 1844, et utilise plus tard son expérience au pensionnat dans ses romans The Professor et Villette.
L'étendue des sentiments de Charlotte Brontë envers Contantin Héger n'est pleinement connue qu'en 1913, lorsque les lettres que la première a écrites au second sont publiées pour la première fois. Héger les montre à Elizabeth Gaskell, lorsqu'elle lui rend visite en 1856, alors qu'elle rassemble des éléments lui permettant d'écrire la biographie de Charlotte Brontë, mais elle dissimule leur portée réelle. Ces lettres, que l'on appelle « la correspondance Héger » (the Heger letters), sont déchirées à un moment ou à un autre par M. Héger, mais sa femme en récupère les morceaux dans la corbeille à papier pour les ranger dans son coffret à bijoux. Paul, le fils de Constantin Héger, et ses sœurs, font donation de ces lettres au British Museum. Elles sont peu après imprimées par le quotidien The Times et seront ensuite éditées par Thomas J. Wise, en 1914, sous le titre de The Love Letters of Charlotte Brontë to Constantin Heger.

### Vie après les Brontë
Après le séjour des sœurs Brontë au pensionnat, Héger devient le principal de l'Athénée royal en 1853, mais démissionne de son poste deux ans plus tard pour protester contre les méthodes mises en œuvre par l'inspection générale de l'école. Cependant, à sa demande, il recommence à enseigner aux plus jeunes élèves jusqu'à sa retraite aux alentours de 1880 tout en continuant à donner des leçons dans le pensionnat de son épouse ainsi que, gratuitement, des cours du soir à la Société de Saint-Vincent-de-Paul de Bruxelles dont il est membre. 
Après leur retraite, le couple déménage rue Ducale où son épouse, Claire, meurt en 1890. Héger déménage alors au no 72 de la rue Montoyer où il meurt le 6 mai 1896. Il est enterré auprès de sa seconde épouse, Claire Parent, et de leur fille Marie dans le cimetière communal de Watermael-Boitsfort, en bordure de la forêt de Soignes.

## Honneur
- officier dans la catégorie « Civil » de l'Ordre de Léopold.

## Dates officielles divergentes
Plusieurs dates, concernant aussi bien Constantin Héger que sa famille, sont contestées par des ouvrages de référence.

### Constantin Héger

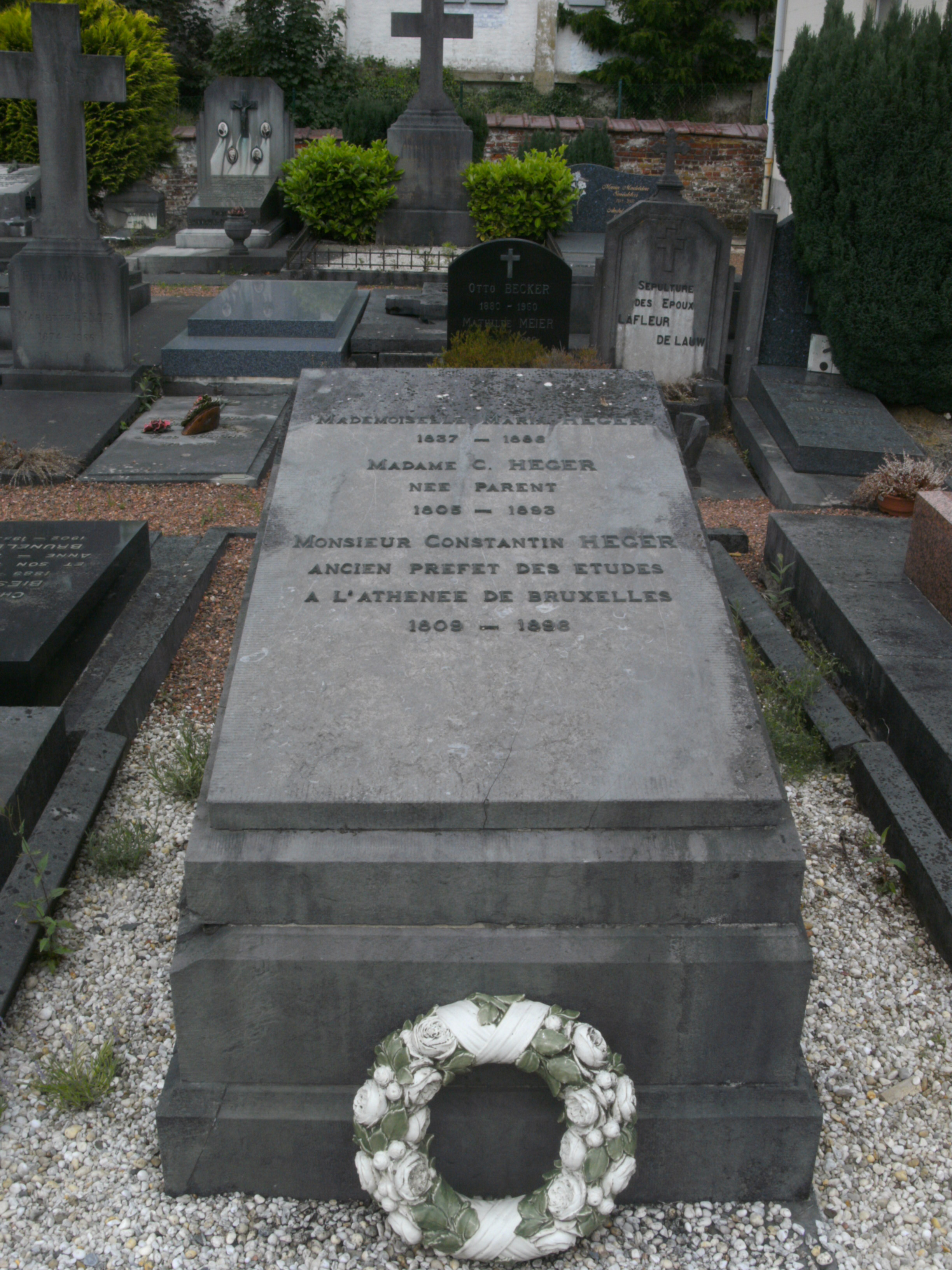
Sépulture de Constantin Héger à Watermael-Boitsfort.

Celui-ci serait, d'après le livre In the Footsteps of the Brontes écrit par Easter Alice Chadwick, né le 10 juillet 1809 ; or l'acte de naissance conservé par les Archives générales du Royaume stipule bien que la date de naissance est le 1er juillet 1809. Le texte d'Easter Alice Chadwick, à la page 222, ne concorde pas du tout avec l'inscription réelle écrite sur la sépulture de Constantin Héger à Watermael-Boitsfort. Celle-ci donne des précisions de texte et de dates non inscrites sur la tombe (cf. photo ci-contre).

### Claire Parent
Elle serait, toujours d'après Easter Alice Chadwick, née le 13 juillet 1804 et morte le 9 janvier 1890. Or sa sépulture renseigne, uniquement, les années 1805 - 1893 (cf. photo ci-contre). Elizabeth Gaskell, la biographe de Charlotte Brontë, ne donne aucune date dans son livre The Life of Charlotte Brontë. L'acte de naissance de Claire Parent est, quant à lui, assez laconique car il renseigne simplement, parmi les éléments lisibles, qu'elle est née en l'an XII (soit entre le 24 septembre 1803 et le 22 septembre 1804), ce qui conforte la position d'Easter Alice Chadwick quant à la date de naissance par rapport à celle de l'inscription sur la sépulture. « L'acte d'état-civil ne laisse subsister aucun doute : Claire Zoé Parent est bien née le 24 messidor an XII (= 13 juillet 1804, conformément à ce qu'affirme Easter Alice Chadwick), fille de Pierre, négociant et de Marie Charlotte Le Grand, conjoints, domiciliés rue des Comédiens, section 6, n° 1329[réf. souhaitée] ».

### Marie Noyer
Marie, la première épouse, née le 18 septembre 1804, serait, selon l'historien néerlandais Eric Ruijssenaars — dans son livre Charlotte Brontë’s Promised Land — et l'historienne allemande Elsemarie Maletzke — dans son livre Das Leben der Brontes —, morte avec l'enfant commun du couple le 26 septembre 1833 pendant la deuxième pandémie de choléra. Or, l'histoire familiale, reportée par Paul Héger, dit que si Marie-Josèphe, dite « Mimie » ou « La Grise », est bien morte le 26 septembre 1833, c'est des suites de son accouchement ; quant à son bébé, il est mort, à Bruxelles, 9 mois plus tard le 10 juin 1834 avant d'être inhumé à Laeken auprès de sa mère,. Easter Alice Chadwick, quant à elle, signale, sans plus, la date de décès.

### Louise Héger
Elizabeth Gaskell précise que la date de naissance de Louise Héger est le 14 juillet 1839 alors que la plupart des sites web renseignent 1842. Cette dernière date semble impossible et doit être confondue avec celle de son frère Prospère Héger, né le 28 mars 1842, qui était ingénieur et mort le 13 janvier 1867 des suites d'une fièvre typhoïde à Torquay.

## L'école et le pensionnat Héger

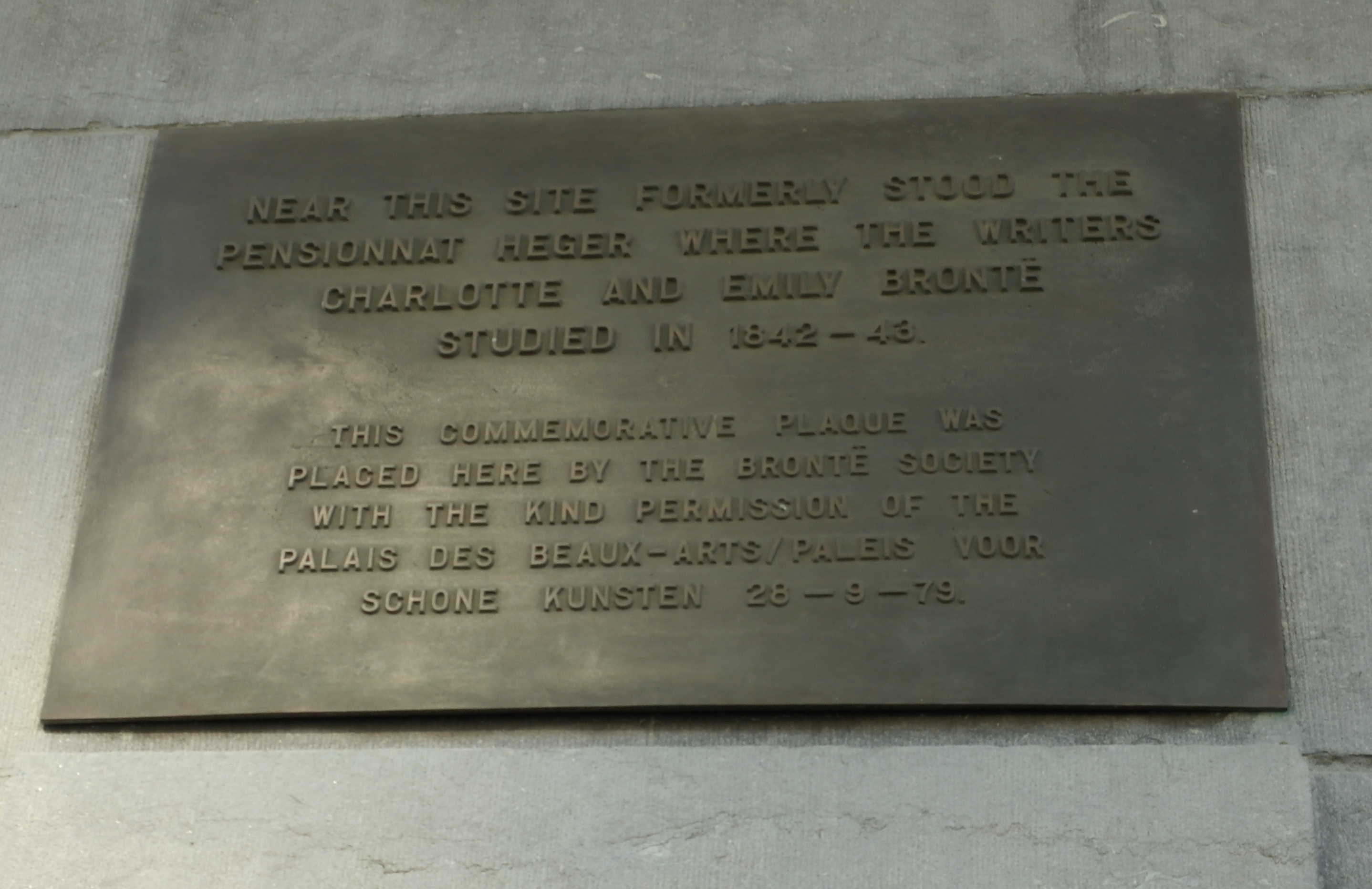
Plaque mentionnant la jonction des rues d'Isabelle et Terarken (don de la Brontë Society)

Créée par Claire Parent, cette « maison d'éducation pour les jeunes Demoiselles » est situé au nos 34 à 38 de la rue d'Isabelle. Plus tard, s'adjoint le no 32 qui devient l'entrée principale et fait face à l'escalier de la rue de la Bibliothèque (actuellement rue Baron Horta). Les bâtiments englobent, entre autres, l'ancienne résidence du capitaine de la Guilde des arbalétriers du grand Serment au service d'Isabelle-Claire-Eugénie d'Autriche. Le jardin d'agrément rectangulaire d'une surface d'environ vingt-un ares est largement arboré. Il est situé sur une partie de l'ancien terrain d'exercice de la guilde.
Lorsque les sœurs Brontë s'inscrivent au pensionnat, celui-ci, selon Charlotte dans une lettre datée de mai 1842, recense quarante jeunes filles externes et douze pensionnaires, trois professeurs féminins plus Constantin Héger, la directrice Claire Héger et une gouvernante anglaise pour les enfants du couple Héger-Parent. Les matières enseignées sont : le français, l'allemand, l'écriture, l'arithmétique, le dessin, la musique et le chant. Dans d'autres lettres, elle décrit que l'école est divisée en trois classes : une de quinze à vingt élèves, une de soixante — toutes les jeunes filles d'origine étrangère hormis Emily, Charlotte et une troisième élève — et une de vingt à trente élèves. Le dortoir principal — celui occupé par Emily et Charlotte — se trouve au premier étage, au-dessus des salles classe ; il est composé de deux rangées de huit lits étroits, chacun muni d'un long tiroir servant de garde-robe et enveloppé d'un rideau blanc ; entre chaque lit, un petit meuble pour l'aiguière, le bassin de toilette et un miroir. Les cours débutent, pour toutes les élèves, à neuf heures jusqu'au dîner à midi. Entre treize et quatorze heures, travaux de broderie pendant qu'une élève lit, à haute voix, une œuvre littéraire et enfin, jusque seize heures, reprise des cours. Les pensionnaires prennent alors le souper dans le réfectoire jusqu'à dix-sept heures, et ce, sous la présidence du couple Héger-Parent. Récréation jusqu'à dix-huit heures suivie d'une heure pour préparer les leçons du lendemain puis d'une heure de lecture, en silence, d'un livre religieux. À vingt heures, un repas léger composé, invariablement, de pistolets et d'eau suivi de la prière du soir et du coucher.
Après la retraite du couple Héger-Parent, les bâtiments de leur institut sont rachetés par le ministère de l'Instruction publique et annexés à l'école primaire communale no 1 de la rue Terarken.
Entre 1907 et 1912, tout le quartier subit d'importantes restructurations urbanistiques et l'ancien pensionnat de la rue d'Isabelle finit par disparaitre définitivement, en 1922, sous les bâtiments de la Société générale de Belgique et le palais des beaux-arts.

## La famille Héger
Des enfants de Romain Constantin, seule Julie Marie Victorine a eu des enfants. La branche des Heger/Héger issue de Romain Constantin s'éteint le 21 juillet 1933 avec la mort d'Élise Marie Louise.
| Jean George Heger (1733-?) | Jean George Heger (1733-?) | Jean George Heger (1733-?) | Jean George Heger (1733-?) | Jean George Heger (1733-?)      | Jean George Heger (1733-?)      |                                  |                                  |                                  |                                  |                                  |                                  | Marie Anne De Veux                          | Marie Anne De Veux                          | Marie Anne De Veux                          | Marie Anne De Veux                          | Marie Anne De Veux                          | Marie Anne De Veux                          |                                      |                                      |                                      |                                      |                                |                                |                                      |                                      |                                      |                                      |                                      |                                      |                         |                         |                                      |                                      |                                      |                                      |                                      |                                      |  |  |                                             |                                             |                                             |                                             |                                             |                                             |  |  |                                    |                                    |                                    |                                    |                                    |                                    |                            |                            |                              |                              |                              |                              |                                  |                                  |                                  |                                  |                                         |                                         |                                         |                                         |                                         |                                         |                        |                        |                                 |                                 |                                 |                                 |                                 |                                 |  |  |                             |                             |                             |                             |                             |                             |
| Jean George Heger (1733-?) | Jean George Heger (1733-?) | Jean George Heger (1733-?) | Jean George Heger (1733-?) | Jean George Heger (1733-?)      | Jean George Heger (1733-?)      |                                  |                                  |                                  |                                  |                                  |                                  | Marie Anne De Veux                          | Marie Anne De Veux                          | Marie Anne De Veux                          | Marie Anne De Veux                          | Marie Anne De Veux                          | Marie Anne De Veux                          |                                      |                                      |                                      |                                      |                                |                                |                                      |                                      |                                      |                                      |                                      |                                      |                         |                         |                                      |                                      |                                      |                                      |                                      |                                      |  |  |                                             |                                             |                                             |                                             |                                             |                                             |  |  |                                    |                                    |                                    |                                    |                                    |                                    |                            |                            |                              |                              |                              |                              |                                  |                                  |                                  |                                  |                                         |                                         |                                         |                                         |                                         |                                         |                        |                        |                                 |                                 |                                 |                                 |                                 |                                 |  |  |                             |                             |                             |                             |                             |                             |
|                            |                            |                            |                            |                                 |                                 |                                  |                                  |                                  |                                  |                                  |                                  |                                             |                                             |                                             |                                             |                                             |                                             |                                      |                                      |                                      |                                      |                                |                                |                                      |                                      |                                      |                                      |                                      |                                      |                         |                         |                                      |                                      |                                      |                                      |                                      |                                      |  |  |                                             |                                             |                                             |                                             |                                             |                                             |  |  |                                    |                                    |                                    |                                    |                                    |                                    |                            |                            |                              |                              |                              |                              |                                  |                                  |                                  |                                  |                                         |                                         |                                         |                                         |                                         |                                         |                        |                        |                                 |                                 |                                 |                                 |                                 |                                 |  |  |                             |                             |                             |                             |                             |                             |
|                            |                            |                            |                            |                                 |                                 | Joseph Antoine Heger (1758-1822) | Joseph Antoine Heger (1758-1822) | Joseph Antoine Heger (1758-1822) | Joseph Antoine Heger (1758-1822) | Joseph Antoine Heger (1758-1822) | Joseph Antoine Heger (1758-1822) |                                             |                                             |                                             |                                             |                                             |                                             | Marie Thérèse Maré (1771-1847)       | Marie Thérèse Maré (1771-1847)       | Marie Thérèse Maré (1771-1847)       | Marie Thérèse Maré (1771-1847)       | Marie Thérèse Maré (1771-1847) | Marie Thérèse Maré (1771-1847) |                                      |                                      |                                      |                                      |                                      |                                      |                         |                         |                                      |                                      |                                      |                                      |                                      |                                      |  |  |                                             |                                             |                                             |                                             |                                             |                                             |  |  |                                    |                                    |                                    |                                    |                                    |                                    |                            |                            |                              |                              |                              |                              |                                  |                                  |                                  |                                  |                                         |                                         |                                         |                                         |                                         |                                         |                        |                        |                                 |                                 |                                 |                                 |                                 |                                 |  |  |                             |                             |                             |                             |                             |                             |
|                            |                            |                            |                            |                                 |                                 | Joseph Antoine Heger (1758-1822) | Joseph Antoine Heger (1758-1822) | Joseph Antoine Heger (1758-1822) | Joseph Antoine Heger (1758-1822) | Joseph Antoine Heger (1758-1822) | Joseph Antoine Heger (1758-1822) |                                             |                                             |                                             |                                             |                                             |                                             | Marie Thérèse Maré (1771-1847)       | Marie Thérèse Maré (1771-1847)       | Marie Thérèse Maré (1771-1847)       | Marie Thérèse Maré (1771-1847)       | Marie Thérèse Maré (1771-1847) | Marie Thérèse Maré (1771-1847) |                                      |                                      |                                      |                                      |                                      |                                      |                         |                         |                                      |                                      |                                      |                                      |                                      |                                      |  |  |                                             |                                             |                                             |                                             |                                             |                                             |  |  |                                    |                                    |                                    |                                    |                                    |                                    |                            |                            |                              |                              |                              |                              |                                  |                                  |                                  |                                  |                                         |                                         |                                         |                                         |                                         |                                         |                        |                        |                                 |                                 |                                 |                                 |                                 |                                 |  |  |                             |                             |                             |                             |                             |                             |
|                            |                            |                            |                            |                                 |                                 |                                  |                                  |                                  |                                  |                                  |                                  |                                             |                                             |                                             |                                             |                                             |                                             |                                      |                                      |                                      |                                      |                                |                                |                                      |                                      |                                      |                                      |                                      |                                      |                         |                         |                                      |                                      |                                      |                                      |                                      |                                      |  |  |                                             |                                             |                                             |                                             |                                             |                                             |  |  |                                    |                                    |                                    |                                    |                                    |                                    |                            |                            |                              |                              |                              |                              |                                  |                                  |                                  |                                  |                                         |                                         |                                         |                                         |                                         |                                         |                        |                        |                                 |                                 |                                 |                                 |                                 |                                 |  |  |                             |                             |                             |                             |                             |                             |
|                            |                            |                            |                            |                                 |                                 |                                  |                                  |                                  |                                  |                                  |                                  |                                             |                                             |                                             |                                             |                                             |                                             |                                      |                                      |                                      |                                      |                                |                                |                                      |                                      |                                      |                                      |                                      |                                      |                         |                         |                                      |                                      |                                      |                                      |                                      |                                      |  |  |                                             |                                             |                                             |                                             |                                             |                                             |  |  |                                    |                                    |                                    |                                    |                                    |                                    |                            |                            |                              |                              |                              |                              |                                  |                                  |                                  |                                  |                                         |                                         |                                         |                                         |                                         |                                         |                        |                        |                                 |                                 |                                 |                                 |                                 |                                 |  |  |                             |                             |                             |                             |                             |                             |
|                            |                            |                            |                            | Marie Josèphe Noyer (1804-1833) | Marie Josèphe Noyer (1804-1833) | Marie Josèphe Noyer (1804-1833)  | Marie Josèphe Noyer (1804-1833)  | Marie Josèphe Noyer (1804-1833)  | Marie Josèphe Noyer (1804-1833)  |                                  |                                  | Romain Constantin Georges Héger (1809-1896) | Romain Constantin Georges Héger (1809-1896) | Romain Constantin Georges Héger (1809-1896) | Romain Constantin Georges Héger (1809-1896) | Romain Constantin Georges Héger (1809-1896) | Romain Constantin Georges Héger (1809-1896) |                                      |                                      | Claire Zoë Parent (1804-1890)        | Claire Zoë Parent (1804-1890)        | Claire Zoë Parent (1804-1890)  | Claire Zoë Parent (1804-1890)  | Claire Zoë Parent (1804-1890)        | Claire Zoë Parent (1804-1890)        |                                      |                                      | + 2 garçons et 5 filles              | + 2 garçons et 5 filles              | + 2 garçons et 5 filles | + 2 garçons et 5 filles | + 2 garçons et 5 filles              | + 2 garçons et 5 filles              |                                      |                                      |                                      |                                      |  |  |                                             |                                             |                                             |                                             |                                             |                                             |  |  |                                    |                                    |                                    |                                    |                                    |                                    |                            |                            |                              |                              |                              |                              |                                  |                                  |                                  |                                  |                                         |                                         |                                         |                                         |                                         |                                         |                        |                        |                                 |                                 |                                 |                                 |                                 |                                 |  |  |                             |                             |                             |                             |                             |                             |
|                            |                            |                            |                            | Marie Josèphe Noyer (1804-1833) | Marie Josèphe Noyer (1804-1833) | Marie Josèphe Noyer (1804-1833)  | Marie Josèphe Noyer (1804-1833)  | Marie Josèphe Noyer (1804-1833)  | Marie Josèphe Noyer (1804-1833)  |                                  |                                  | Romain Constantin Georges Héger (1809-1896) | Romain Constantin Georges Héger (1809-1896) | Romain Constantin Georges Héger (1809-1896) | Romain Constantin Georges Héger (1809-1896) | Romain Constantin Georges Héger (1809-1896) | Romain Constantin Georges Héger (1809-1896) |                                      |                                      | Claire Zoë Parent (1804-1890)        | Claire Zoë Parent (1804-1890)        | Claire Zoë Parent (1804-1890)  | Claire Zoë Parent (1804-1890)  | Claire Zoë Parent (1804-1890)        | Claire Zoë Parent (1804-1890)        |                                      |                                      | + 2 garçons et 5 filles              | + 2 garçons et 5 filles              | + 2 garçons et 5 filles | + 2 garçons et 5 filles | + 2 garçons et 5 filles              | + 2 garçons et 5 filles              |                                      |                                      |                                      |                                      |  |  |                                             |                                             |                                             |                                             |                                             |                                             |  |  |                                    |                                    |                                    |                                    |                                    |                                    |                            |                            |                              |                              |                              |                              |                                  |                                  |                                  |                                  |                                         |                                         |                                         |                                         |                                         |                                         |                        |                        |                                 |                                 |                                 |                                 |                                 |                                 |  |  |                             |                             |                             |                             |                             |                             |
|                            |                            |                            |                            |                                 |                                 |                                  |                                  |                                  |                                  |                                  |                                  |                                             |                                             |                                             |                                             |                                             |                                             |                                      |                                      |                                      |                                      |                                |                                |                                      |                                      |                                      |                                      |                                      |                                      |                         |                         |                                      |                                      |                                      |                                      |                                      |                                      |  |  |                                             |                                             |                                             |                                             |                                             |                                             |  |  |                                    |                                    |                                    |                                    |                                    |                                    |                            |                            |                              |                              |                              |                              |                                  |                                  |                                  |                                  |                                         |                                         |                                         |                                         |                                         |                                         |                        |                        |                                 |                                 |                                 |                                 |                                 |                                 |  |  |                             |                             |                             |                             |                             |                             |
|                            |                            |                            |                            |                                 |                                 |                                  |                                  |                                  |                                  |                                  |                                  |                                             |                                             |                                             |                                             |                                             |                                             |                                      |                                      |                                      |                                      |                                |                                |                                      |                                      |                                      |                                      |                                      |                                      |                         |                         |                                      |                                      |                                      |                                      |                                      |                                      |  |  |                                             |                                             |                                             |                                             |                                             |                                             |  |  |                                    |                                    |                                    |                                    |                                    |                                    |                            |                            |                              |                              |                              |                              |                                  |                                  |                                  |                                  |                                         |                                         |                                         |                                         |                                         |                                         |                        |                        |                                 |                                 |                                 |                                 |                                 |                                 |  |  |                             |                             |                             |                             |                             |                             |
|                            |                            |                            |                            |                                 |                                 |                                  |                                  | Gustave Heger (1833-1834)        | Gustave Heger (1833-1834)        | Gustave Heger (1833-1834)        | Gustave Heger (1833-1834)        | Gustave Heger (1833-1834)                   | Gustave Heger (1833-1834)                   |                                             |                                             | Marie Pauline Emma Héger (1837-1886)        | Marie Pauline Emma Héger (1837-1886)        | Marie Pauline Emma Héger (1837-1886) | Marie Pauline Emma Héger (1837-1886) | Marie Pauline Emma Héger (1837-1886) | Marie Pauline Emma Héger (1837-1886) |                                |                                | Élise Marie Louise Héger (1839-1933) | Élise Marie Louise Héger (1839-1933) | Élise Marie Louise Héger (1839-1933) | Élise Marie Louise Héger (1839-1933) | Élise Marie Louise Héger (1839-1933) | Élise Marie Louise Héger (1839-1933) |                         |                         | Eugénie Claire Zoë Héger (1840-1930) | Eugénie Claire Zoë Héger (1840-1930) | Eugénie Claire Zoë Héger (1840-1930) | Eugénie Claire Zoë Héger (1840-1930) | Eugénie Claire Zoë Héger (1840-1930) | Eugénie Claire Zoë Héger (1840-1930) |  |  | Prospère Edouard Augustin Héger (1842-1867) | Prospère Edouard Augustin Héger (1842-1867) | Prospère Edouard Augustin Héger (1842-1867) | Prospère Edouard Augustin Héger (1842-1867) | Prospère Edouard Augustin Héger (1842-1867) | Prospère Edouard Augustin Héger (1842-1867) |  |  | Léonie Françoise Jamar (1842-1932) | Léonie Françoise Jamar (1842-1932) | Léonie Françoise Jamar (1842-1932) | Léonie Françoise Jamar (1842-1932) | Léonie Françoise Jamar (1842-1932) | Léonie Françoise Jamar (1842-1932) |                            |                            | Désiré Émile Picard (1838-?) | Désiré Émile Picard (1838-?) | Désiré Émile Picard (1838-?) | Désiré Émile Picard (1838-?) | Désiré Émile Picard (1838-?)     | Désiré Émile Picard (1838-?)     |                                  |                                  | Julie Marie Victorine Héger (1843-1925) | Julie Marie Victorine Héger (1843-1925) | Julie Marie Victorine Héger (1843-1925) | Julie Marie Victorine Héger (1843-1925) | Julie Marie Victorine Héger (1843-1925) | Julie Marie Victorine Héger (1843-1925) |                        |                        | Paul François Héger (1846-1925) | Paul François Héger (1846-1925) | Paul François Héger (1846-1925) | Paul François Héger (1846-1925) | Paul François Héger (1846-1925) | Paul François Héger (1846-1925) |  |  | Léonie van Mons (1857-1911) | Léonie van Mons (1857-1911) | Léonie van Mons (1857-1911) | Léonie van Mons (1857-1911) | Léonie van Mons (1857-1911) | Léonie van Mons (1857-1911) |
|                            |                            |                            |                            |                                 |                                 |                                  |                                  | Gustave Heger (1833-1834)        | Gustave Heger (1833-1834)        | Gustave Heger (1833-1834)        | Gustave Heger (1833-1834)        | Gustave Heger (1833-1834)                   | Gustave Heger (1833-1834)                   |                                             |                                             | Marie Pauline Emma Héger (1837-1886)        | Marie Pauline Emma Héger (1837-1886)        | Marie Pauline Emma Héger (1837-1886) | Marie Pauline Emma Héger (1837-1886) | Marie Pauline Emma Héger (1837-1886) | Marie Pauline Emma Héger (1837-1886) |                                |                                | Élise Marie Louise Héger (1839-1933) | Élise Marie Louise Héger (1839-1933) | Élise Marie Louise Héger (1839-1933) | Élise Marie Louise Héger (1839-1933) | Élise Marie Louise Héger (1839-1933) | Élise Marie Louise Héger (1839-1933) |                         |                         | Eugénie Claire Zoë Héger (1840-1930) | Eugénie Claire Zoë Héger (1840-1930) | Eugénie Claire Zoë Héger (1840-1930) | Eugénie Claire Zoë Héger (1840-1930) | Eugénie Claire Zoë Héger (1840-1930) | Eugénie Claire Zoë Héger (1840-1930) |  |  | Prospère Edouard Augustin Héger (1842-1867) | Prospère Edouard Augustin Héger (1842-1867) | Prospère Edouard Augustin Héger (1842-1867) | Prospère Edouard Augustin Héger (1842-1867) | Prospère Edouard Augustin Héger (1842-1867) | Prospère Edouard Augustin Héger (1842-1867) |  |  | Léonie Françoise Jamar (1842-1932) | Léonie Françoise Jamar (1842-1932) | Léonie Françoise Jamar (1842-1932) | Léonie Françoise Jamar (1842-1932) | Léonie Françoise Jamar (1842-1932) | Léonie Françoise Jamar (1842-1932) |                            |                            | Désiré Émile Picard (1838-?) | Désiré Émile Picard (1838-?) | Désiré Émile Picard (1838-?) | Désiré Émile Picard (1838-?) | Désiré Émile Picard (1838-?)     | Désiré Émile Picard (1838-?)     |                                  |                                  | Julie Marie Victorine Héger (1843-1925) | Julie Marie Victorine Héger (1843-1925) | Julie Marie Victorine Héger (1843-1925) | Julie Marie Victorine Héger (1843-1925) | Julie Marie Victorine Héger (1843-1925) | Julie Marie Victorine Héger (1843-1925) |                        |                        | Paul François Héger (1846-1925) | Paul François Héger (1846-1925) | Paul François Héger (1846-1925) | Paul François Héger (1846-1925) | Paul François Héger (1846-1925) | Paul François Héger (1846-1925) |  |  | Léonie van Mons (1857-1911) | Léonie van Mons (1857-1911) | Léonie van Mons (1857-1911) | Léonie van Mons (1857-1911) | Léonie van Mons (1857-1911) | Léonie van Mons (1857-1911) |
|                            |                            |                            |                            |                                 |                                 |                                  |                                  |                                  |                                  |                                  |                                  |                                             |                                             |                                             |                                             |                                             |                                             |                                      |                                      |                                      |                                      |                                |                                |                                      |                                      |                                      |                                      |                                      |                                      |                         |                         |                                      |                                      |                                      |                                      |                                      |                                      |  |  |                                             |                                             |                                             |                                             |                                             |                                             |  |  |                                    |                                    |                                    |                                    |                                    |                                    |                            |                            |                              |                              |                              |                              |                                  |                                  |                                  |                                  |                                         |                                         |                                         |                                         |                                         |                                         |                        |                        |                                 |                                 |                                 |                                 |                                 |                                 |  |  |                             |                             |                             |                             |                             |                             |
|                            |                            |                            |                            |                                 |                                 |                                  |                                  |                                  |                                  |                                  |                                  |                                             |                                             |                                             |                                             |                                             |                                             |                                      |                                      |                                      |                                      |                                |                                |                                      |                                      |                                      |                                      |                                      |                                      |                         |                         |                                      |                                      |                                      |                                      |                                      |                                      |  |  |                                             |                                             |                                             |                                             |                                             |                                             |  |  |                                    |                                    |                                    |                                    |                                    |                                    |                            |                            |                              |                              |                              |                              |                                  |                                  |                                  |                                  |                                         |                                         |                                         |                                         |                                         |                                         |                        |                        |                                 |                                 |                                 |                                 |                                 |                                 |  |  |                             |                             |                             |                             |                             |                             |
|                            |                            |                            |                            |                                 |                                 |                                  |                                  |                                  |                                  |                                  |                                  |                                             |                                             |                                             |                                             |                                             |                                             |                                      |                                      |                                      |                                      |                                |                                |                                      |                                      |                                      |                                      |                                      |                                      |                         |                         |                                      |                                      |                                      |                                      |                                      |                                      |  |  |                                             |                                             |                                             |                                             |                                             |                                             |  |  |                                    |                                    |                                    |                                    | Antoine Depage (1862-1925)         | Antoine Depage (1862-1925)         | Antoine Depage (1862-1925) | Antoine Depage (1862-1925) | Antoine Depage (1862-1925)   | Antoine Depage (1862-1925)   |                              |                              | Marie Pauline Picard (1872-1915) | Marie Pauline Picard (1872-1915) | Marie Pauline Picard (1872-1915) | Marie Pauline Picard (1872-1915) | Marie Pauline Picard (1872-1915)        | Marie Pauline Picard (1872-1915)        |                                         |                                         | + 2 garçons et 1 fille                  | + 2 garçons et 1 fille                  | + 2 garçons et 1 fille | + 2 garçons et 1 fille | + 2 garçons et 1 fille          | + 2 garçons et 1 fille          |                                 |                                 |                                 |                                 |  |  |                             |                             |                             |                             |                             |                             |
|                            |                            |                            |                            |                                 |                                 |                                  |                                  |                                  |                                  |                                  |                                  |                                             |                                             |                                             |                                             |                                             |                                             |                                      |                                      |                                      |                                      |                                |                                |                                      |                                      |                                      |                                      |                                      |                                      |                         |                         |                                      |                                      |                                      |                                      |                                      |                                      |  |  |                                             |                                             |                                             |                                             |                                             |                                             |  |  |                                    |                                    |                                    |                                    | Antoine Depage (1862-1925)         | Antoine Depage (1862-1925)         | Antoine Depage (1862-1925) | Antoine Depage (1862-1925) | Antoine Depage (1862-1925)   | Antoine Depage (1862-1925)   |                              |                              | Marie Pauline Picard (1872-1915) | Marie Pauline Picard (1872-1915) | Marie Pauline Picard (1872-1915) | Marie Pauline Picard (1872-1915) | Marie Pauline Picard (1872-1915)        | Marie Pauline Picard (1872-1915)        |                                         |                                         | + 2 garçons et 1 fille                  | + 2 garçons et 1 fille                  | + 2 garçons et 1 fille | + 2 garçons et 1 fille | + 2 garçons et 1 fille          | + 2 garçons et 1 fille          |                                 |                                 |                                 |                                 |  |  |                             |                             |                             |                             |                             |                             |
|                            |                            |                            |                            |                                 |                                 |                                  |                                  |                                  |                                  |                                  |                                  |                                             |                                             |                                             |                                             |                                             |                                             |                                      |                                      |                                      |                                      |                                |                                |                                      |                                      |                                      |                                      |                                      |                                      |                         |                         |                                      |                                      |                                      |                                      |                                      |                                      |  |  |                                             |                                             |                                             |                                             |                                             |                                             |  |  |                                    |                                    |                                    |                                    |                                    |                                    |                            |                            |                              |                              |                              |                              |                                  |                                  |                                  |                                  |                                         |                                         |                                         |                                         |                                         |                                         |                        |                        |                                 |                                 |                                 |                                 |                                 |                                 |  |  |                             |                             |                             |                             |                             |                             |
|                            |                            |                            |                            |                                 |                                 |                                  |                                  |                                  |                                  |                                  |                                  |                                             |                                             |                                             |                                             |                                             |                                             |                                      |                                      |                                      |                                      |                                |                                |                                      |                                      |                                      |                                      |                                      |                                      |                         |                         |                                      |                                      |                                      |                                      |                                      |                                      |  |  |                                             |                                             |                                             |                                             |                                             |                                             |  |  |                                    |                                    |                                    |                                    |                                    |                                    |                            |                            |                              |                              |                              |                              |                                  |                                  |                                  |                                  |                                         |                                         |                                         |                                         |                                         |                                         |                        |                        |                                 |                                 |                                 |                                 |                                 |                                 |  |  |                             |                             |                             |                             |                             |                             |
|                            |                            |                            |                            |                                 |                                 |                                  |                                  |                                  |                                  |                                  |                                  |                                             |                                             |                                             |                                             |                                             |                                             |                                      |                                      |                                      |                                      |                                |                                |                                      |                                      |                                      |                                      |                                      |                                      |                         |                         |                                      |                                      |                                      |                                      |                                      |                                      |  |  |                                             |                                             |                                             |                                             |                                             |                                             |  |  | Pierre Depage                      | Pierre Depage                      | Pierre Depage                      | Pierre Depage                      | Pierre Depage                      | Pierre Depage                      |                            |                            | Lucien Depage                | Lucien Depage                | Lucien Depage                | Lucien Depage                | Lucien Depage                    | Lucien Depage                    |                                  |                                  | Henri Depage                            | Henri Depage                            | Henri Depage                            | Henri Depage                            | Henri Depage                            | Henri Depage                            |                        |                        |                                 |                                 |                                 |                                 |                                 |                                 |  |  |                             |                             |                             |                             |                             |                             |